# Summertime Dream
Summertime Dream è un album del cantautore canadese Gordon Lightfoot, pubblicato dall'etichetta discografica Reprise nel 1976.
L'album è prodotto da Lenny Waronker e lo stesso interprete, che è autore di tutti i brani.
Dal disco vengono tratti i singoli The Wreck of the Edmund Fitzgerald e Race Among the Ruins.

## Tracce

### Lato A
1. Race Among the Ruins
2. The Wreck of the Edmund Fitzgerald
3. I'm Not Supposed to Care
4. I'd Do It Again
5. Never Too Close

### Lato B
1. Protocol
2. The House You Live In
3. Summertime Dream
4. Spanish Moss
5. Too Many Clues in This Room